# 芬兰独立宣言

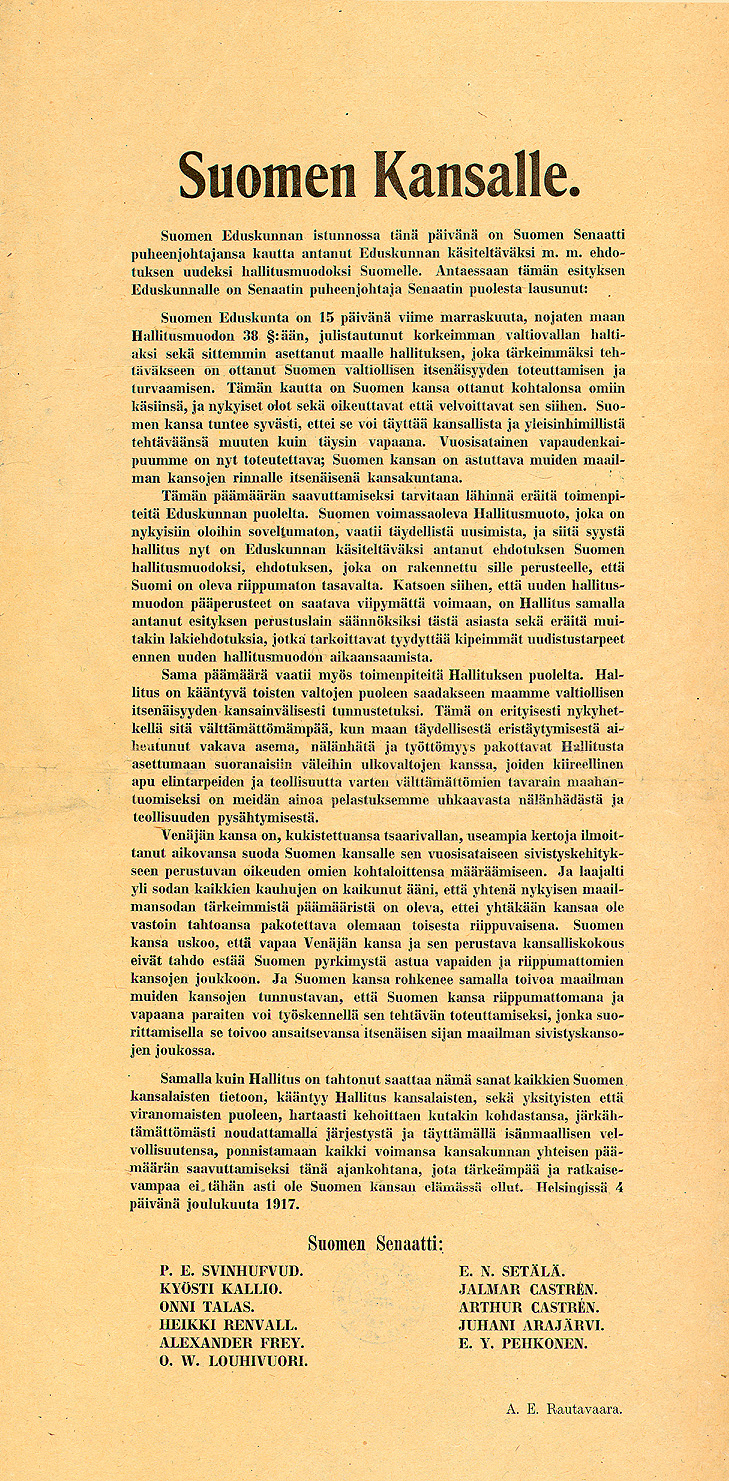
芬兰独立宣言

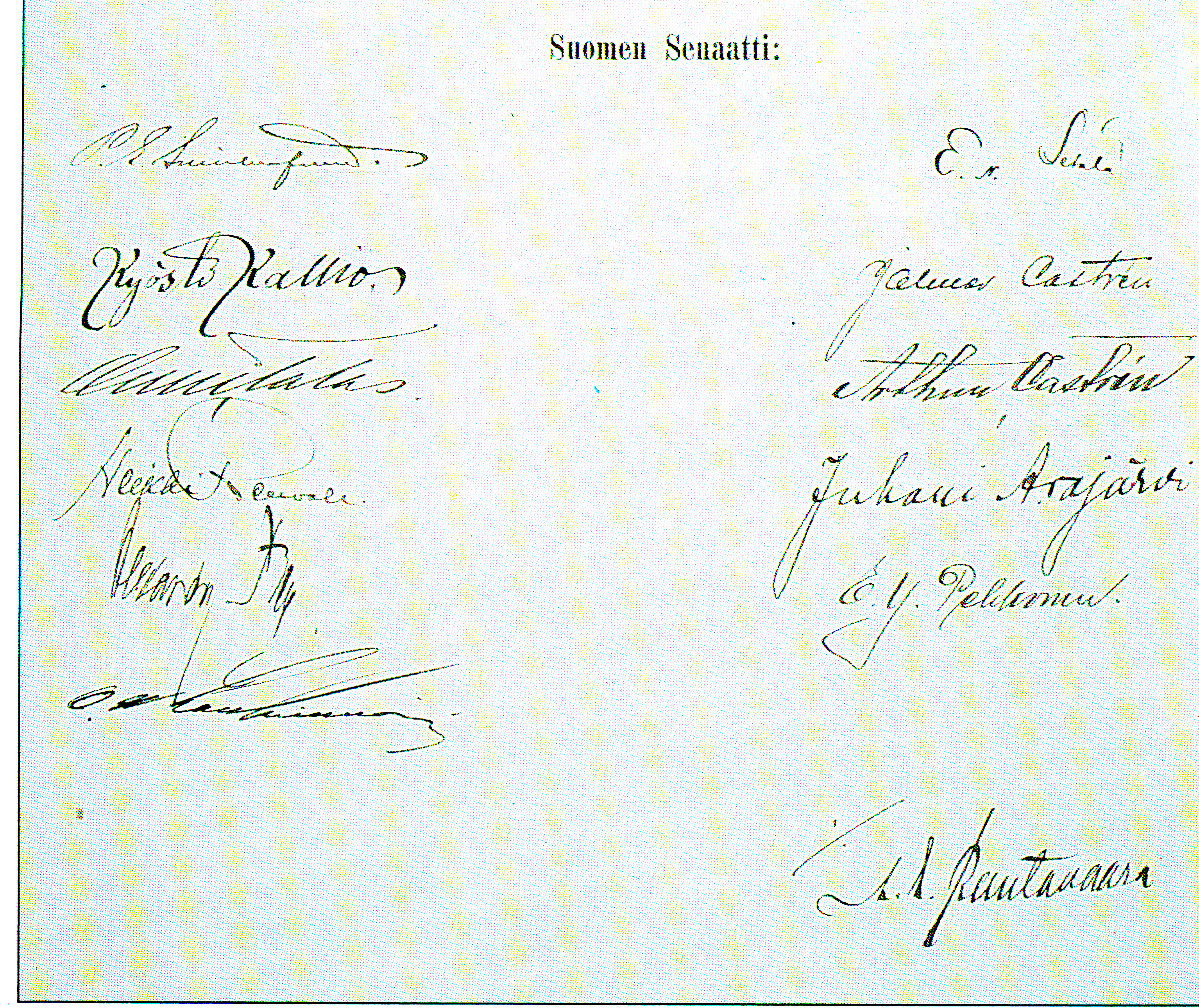
芬兰独立宣言上的签名

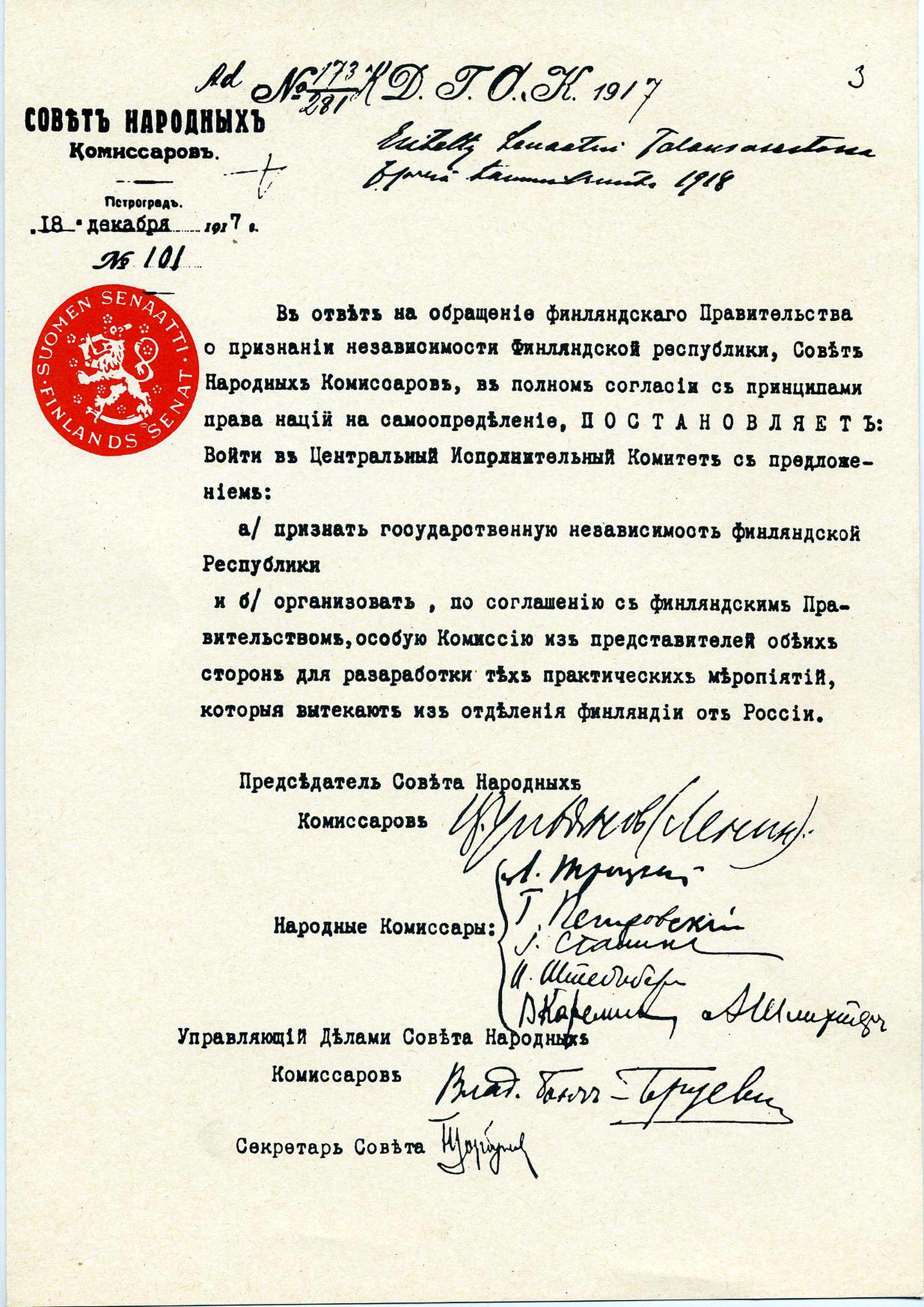
由列宁领导的布尔什维克政府承认芬兰独立

芬兰独立宣言（芬蘭語：Suomen itsenäisyysjulistus）是芬兰元老院在1917年12月4日提交、关于宣布芬兰从俄国独立的提案。芬兰议会在1917年12月6日以100票对88票的结果通过该提案，后来該日子成为芬兰独立日。此独立宣言的通过是芬兰独立的重要一步。

## 独立宣言的产生

### 背景
当斯温胡武德所领导的参议院在1917年11月27日獲得任命时，其首要任务是准备芬兰独立。布尔什维克在俄国十月革命中夺取政权后，芬兰议会中占多数的中右翼想尽快地从俄国分离出去。因为不愿意承认布尔什维克在俄国的合法领导地位，芬兰决定单方面宣布独立。而议会中反对党社会民主党却不愿意与布尔什维克政府断绝关系。参议院于是决定把独立宣言以政府通告的形式提交给议会，这样做的话避免了因中右翼和社会民主党的不同意见就提案进行讨论和投票。当然为了争取左翼对宣言的支持，在宣言中特别指出了独立芬兰的政体是共和制。

### 通过
参议院原本准备在11月30日向议会提交宣言，但因议长不愿拖延会期而未成。12月4日参议院主席斯温胡武德向议会宣读独立宣言，社会民主党為表抗议，在宣读宣言时未起立而是坐在椅子上，并在宣讀完畢后立即提出异议。他们认为参议院越权行使了11月15日通过的决定中规定应该属于议会的权力。
外国駐芬领事也通知参议院，作为行使国家最高权力的议会也应该表决通过独立宣言，于是两天后向议会提交了支持独立宣言的提议。中右翼党派投票支持该提议，而社会民主党议员投票支持自己提出的提议，结果独立宣言以100对88票通过。社会民主党的提议中也支持芬兰独立，但不是单方面的宣布独立，而是要与苏维埃俄国谈判而来。在中右翼党派眼里，这看上去像是阻挡独立。中右翼党派不想把实现独立跟苏维埃俄国的认可捆绑在一起，因这有可能使实现独立推迟至无限期的将来；而社会民主党则认为单方面的独立是危险且不负责任的政策，因为俄国有可能用武力制止芬兰独立。

### 请求他国承认
之后参议院立即向瑞典、挪威、丹麦、德国、法国和英国发出承认独立的请求。参议院并没有向俄国发出承认独立的请求，因为参议院认为在西方国家承认芬兰独立后俄国可能会对芬兰独立持更积极的态度。但西方国家不愿在前宗主国俄国承认芬兰独立之前先这么做。因此在其它外国政权承认芬兰独立之前，无论如何都必须取得苏维埃俄国政府，即人民委员会的同意才行。
在12月31日苏维埃俄国政府发布了承认芬兰独立的政令，并在1918年1月4日由最高苏维埃执行机构全俄罗斯中央执行委员会确认。之后法、德、瑞典、希腊、挪威等欧洲国家相继承认芬兰独立，在1919年后芬兰的独立得到其他大陆包括美国在内的不少国家的承认。

## 宣言内容
芬兰独立宣言上的部分内容：
|                | 在上个月十一月十五日，根据国家政体法第38条的规定，芬兰议会宣示拥有国家最高权力，并设立了中央政府，责令其把芬兰国家独立的实现和保障作为最重要的任务。由此芬兰人民把命运掌握在自己的手中，当今情势不仅授权，而且责令芬兰人民这么做。芬兰人民深深地感到，除了作为真正的自由民族之外，她无法实现其民族和普世人类的使命。百年的自由渴望现在必须实现；芬兰人民必须作为独立的民族跨入其他世界民族之列。 |
| ——芬兰独立宣言 | |

|                | 在推翻沙皇政权后，俄罗斯人民曾多次宣告她将授予芬兰人民基于其百年文明发展来掌握自己命运的权力。另外，在战争中所有恐怖之上回荡着一种声音，即当今世界大战中最重要的目标之一就是，不能将任何一个民族在违反其意志下强迫依附于另一民族之下。芬兰人民相信，自由的俄罗斯人民和其成立的国民会议不愿阻挡芬兰加入自由和独立民族之列的愿望。同时芬兰人民也斗胆希望世界上其他民族承认，作为独立自由民族的芬兰人民才能最好地推动实现其任务，为达到此目标她希望应得世界文明民族之中独立的地位。 |
| ——芬兰独立宣言 | |